# NGC 5215A
NGC 5215A (другие обозначения — ESO 383-28, MCG -5-32-40, VV 693, PGC 47879, PGC 47883) — линзообразная галактика (S0) в созвездии Центавр.
Этот объект не входит в число перечисленных в оригинальной редакции «Нового общего каталога» и был добавлен позднее.